# Рудник Боакайне
Рудник Боакайне (Boakaine) – гірничодобувний майданчик у Меланезії на острові Нова Каледонія (заморське володіння Франції).
Видобуток нікелю в районі Канала в Боакайне почали ще у вересні 1874-го, що зробило копальню другою в історії після рудника Mont-Dore. Первісно вилучали лише руду з особливо високим вмістом цільового елементу (гарнієритову), при цьому є свідчення, що якість руди з Боакайне була навіть вище, аніж у відкритій невдовзі після неї копальні Бель-Ер. Станом на осінь  1876-го з Боакайне щомісяця відправляли до Німеччини 125 тонн руди.
За перші кілька років рудник тричі змінив власника і з 1880-го належав Société le Nickel (SLN) – найвідомішій гірничодобувній компанії в історії Нової Каледонії (що продовжує активно діяти і зараз). Станом на цей рік в копальні працювало 83 робітники, а в 1882-му персонал налічував 67 осіб. Розробка велась підземним способом та припинилась в 1894 році. У 1898-му роботи відновили відкритим способом, проте вже за кілька років («на межі століть») знову припинили.
В 1960-х роках роботи в Боакайне на кар’єрах «Eldorado», «Monastir» і «Welcome» провадив підприємець Едуар Пентекост.
В 1970-м видобуток з масиву Боакайне відновила SLN, яка до 1977-го змогла вилучити звідси 2 млн тонн руди.
В 1991-му SLN продала свої гірничі ліцензії на Боакайне компанії SMSP, найбільшим власником якої з часткою у 85% виступала Société financier et de développement de la Province Nord (SOFINOR), що в свою чергу належала Північній провінції (87%), провінції Острови Луайоте (5%) та представникам місцевих племен, що діяли через об’єднання «Sud minier», «Côte océanienne"» та «Grand Nord». В 1992-му SMSP відновила розробку. Головним споживачем руди при цьому виступав австралійський металургійний завод в Ябулу.
Як видно зі складу власників SMSP, її розвиток був пов’язаний з більш активним залученням корінного населення до видобутку головного багатства острова. Втім, в 2002-му на тлі припинення контракту щодо поставок з японською компанією PAMCO та пов’язаного з цим скорочення персоналу викникли конфлікти між фракціями місцевих політиків, що того ж року призвели до зупинки рудника Боакайне, роботу якого станом на першу половину 2020-х так і не вдалось відновити. Також можливо відзначити, що конфлікт виник лише навколо Боакайне, тоді як 4 інші рудники SMSP – Пінпін, Оуако, Накеті та Куауа – успішно продовжували роботу. 